# 배당 정책
배당 정책(配當政策, dividend policy)은 배당기준일에 지분을 보유 중인 주주들을 대상으로 기업의 이윤을 어느 정도까지 배당할 것인지를 결정하는 정책이다. 배당기준일 이후 배당을 받을 권리를 상실하게 되는 것을 배당락이라 한다.

## 배당의 결정요인
배당정책의 제요인 도리스(L. Doris)는 일반적으로 배당의 결정에 대한 요인으로서 다음과 같은 사항을 열거하고 있다.
1. 과거 5년 내지 10년에 걸친 이익기록
2. 영업손실이 발생한 시기의 빈도
3. 경기변동 기간의 이익동향
4. 고려 중인 배당정책에서 본 영업개관
5. 회사의 채무상황에 대한 배당정책의 영향
6. 확장계획과 고정자본 필요액
7. 운전자본 필요액
8. 회사의 자본구성
9. 주주층의 성격
10. 이사회의 태도.

위와 같은 10개항 외에 '배당지급과 유보이익의 과세요인'을 추가하고 있다. 물론 경영자의 입장에서는 이상의 것을 종합하여 배당액·배당률을 결정하여야 하지만, 엄밀한 의미에서 수학적·공식적으로 이것이 계산될 수 있다고 기대하는 것은 큰 오산이다.